# Augusta (Vorname)
Augusta ist ein weiblicher Vorname.

## Herkunft und Bedeutung
Augusta (lateinisch: die Erhabene) ist die weibliche Form von Augustus; dabei handelt es sich ursprünglich um einen Titel, der seit der Kaiserin Livia, der Ehefrau des Kaisers Augustus, im Jahr 14 in unregelmäßigen Abständen den Frauen oder nächsten weiblichen Verwandten römischer Kaiser verliehen wurde.

## Namenstag
Namenstag ist der 27. März.

## Varianten
| - Auguste - Augustina - Augustine - Austina - Austine - Guschi | - Guste - Gusti, besonders Österreich - Gustel - Gustl (meist männlich) - Augi |

## Bekannte Namensträgerinnen

### Römische Antike
- Flavia Iulia Helena Augusta (250–329), die Mutter Kaiser Konstantins
- Aelia Pulcheria Augusta (399–453), oströmische Kaiserin

### Aus Fürstenhäusern
- Augusta Karoline von Großbritannien, Irland und Hannover (1822–1916), Großherzogin von Mecklenburg-Strelitz
- Augusta von Dänemark (1580–1639), durch Heirat  Herzogin von Schleswig-Holstein-Gottorf
- Augusta von Hannover (1737–1813), durch Geburt Prinzessin von Großbritannien, durch Heirat Herzogin zu Braunschweig-Lüneburg
- Augusta von Sachsen-Gotha-Altenburg (1719–1772), durch Heirat Princess of Wales und Mutter des britischen Königs Georg III.
- Augusta von Sachsen-Weimar-Eisenach (1811–1890), deutsche Kaiserin, Gattin von Kaiser Wilhelm I.

Zwischenname
- Charlotte Augusta von Wales (1796–1817), britische Prinzessin aus dem Haus Hannover
- Franziska Sibylla Augusta von Sachsen-Lauenburg (1675–1733), Markgräfin von Baden-Baden
- Maria Augusta von Sachsen (1782–1863), sächsische Prinzessin und polnische Thronerbin

### Vorname
- Augusta Bender (1846–1924), deutsche Schriftstellerin
- Augusta von Buttlar (1796–1857), deutsche Porträt- und Miniaturmalerin
- Augusta Déjerine-Klumpke (1859–1927), amerikanisch-französische Neurologin
- Augusta Gillabert (1869–1940), gründete Bäuerinnengenossenschaft in der Schweiz
- Augusta von Goldstein (1764–1837), deutsche Schriftstellerin
- Augusta Holmès (1847–1903), französische Komponistin irischer Abstammung
- Augusta Holtz (1871–1986), deutsch-US-amerikanische Altersrekordlerin
- Augusta Jensen (1858–1936), schwedische Genre-, Landschafts-, Porträt- und Stilllebenmalerin der Düsseldorfer Schule
- Augusta Kaiser (1895–1932), deutsche Bildhauerin und Keramikerin
- Augusta Laar (* 1955), deutsche Lyrikerin und Musikerin
- Augusta Leigh (1783–1851), britische Aristokratin, Halbschwester und Geliebte des Dichters Lord Byron
- Augusta Louise zu Stolberg-Stolberg (1753–1835), Goethes Gustchen
- Augusta von Oertzen (1881–1954), deutsche Journalistin und Schriftstellerin
- Augusta Savage (1892–1962), US-amerikanische Bildhauerin
- Augusta Stowe-Gullen (1857–1943), kanadische Ärztin und Frauenrechtlerin
- Augusta Read Thomas (* 1964), US-amerikanische Komponistin und Musikpädagogin
- Augusta Weldler-Steinberg (1879–1932), Schweizer Geschichtswissenschaftlerin und zionistische Aktivistin
- Augusta von Zitzewitz (1880–1960), deutsche Künstlerin

Zwischenname
- Maria Augusta von Trapp (1905–1987), österreichische Sängerin und Schriftstellerin (Trapp-Familie)

## Weiteres
- Augusta Lynx, US-amerikanisches Eishockeyteam